# تپه گورستان مارکین
تپه قبرستان مارکین مربوط به دوران‌های تاریخی پس از اسلام است و در شهرستان قزوین، روستای مارکین واقع شده و این اثر در تاریخ ۲۸ دی ۱۳۷۹ با شمارهٔ ثبت ۲۹۷۳ به‌عنوان یکی از آثار ملی ایران به ثبت رسیده است.